# حمله به شروان (۱۵۷۹)
ورود تاتارها به شروان تهاجمی بود که در سال ۱۵۷۹ میلادی رخ داد. این درگیری به خاطر کشته شدن عادل‌گرای خان تاتار در جریان قتل خیرالنساء بیگم و گرفتن انتقام از دربار صفوی توسط محمدگرای خان سردار تاتار حاصل گردید. تاتارها در آن سال وارد شروان شده و این شهر را از کنترل حاکم ایرانی شروان خارج می‌کنند. میرزا سلمان جابری اصفهانی وزیر شاه محمد خدابنده که برای دفع این حمله، عازم آذربایجان شده بود، نتواست کاری از پیش ببرد.

## پیش زمینه
پس از مرگ مهدعلیا در اواخر سال ۹۸۷ قمری (۱۵۷۹ میلادی)، شاه محمد خدابنده به قصد جلوگیری از پیشرفت قوای عثمانی و پس گرفتن ولایات از دست رفته، راهی آذربایجان گردید و تبریز را مرکز اردو و عملیات نظامی خود قرار داد. در این هنگام قسمت باختری آذربایجان، یعنی نواحی سلماس، خوی و ارومیه تا مراغه به تصرف سپاه عثمانی در آمده بود و مصطفی‌پاشا (لـله‌پاشا) پس از تصرف گرجستان و دژهای تفلیس و گوری، برای گذراندن زمستان به ارزروم بازگشته بود. از آنجا نیز بهرام‌پاشا سردار عثمانی را با سی‌هزار سرباز مامور گرجستان ساخته و حسن‌پاشا سردار دیگر را با چهل‌هزار سوار به ایروان فرستاده و قصد داشت خود نیز در آغاز بهار (۱۵۸۰ میلادی) برای تسخیر آذربایجان و شروان حرکت کند. عثمان‌پاشا اوزدمر اوغلی دیگر امیر عثمانی نیز دژ دربند را در تسخیر خود داشت و حکام داغستان و طوایف لزگی و سرداران تاتار را به ترکتازی در شروان و قراباغ تحریک می‌کرد.

## ورود امرای تاتار به شروان
پس از ورود شاه محمد خدابنده به تبریز، وقتی خبر رسید محمدگرای خان سردار تاتار، به منظور گرفتن انتقام خون برادر خود عادل‌گرای خان، چند تن از دیگر برادران خویش را به جانب شروان فرستاده است، مقرر شد که میرزا سلمان جابری اصفهانی با امیرخان موصلوی ترکمان (امیرالامرای آذربایجان) و جمعی از سرداران و سواران قزلباش برای جلوگیری از حرکت سپاه تاتار به شروان بروند ولی پیش از آنکه سپاه ایران به قره‌باغ رسد، امرای تاتار به شروان وارد شدند و به سبب تعداد بیشتر بر حکمران ایرانی آنجا پیروز شدند و سراسر شروان را غارت کردند و گروهی از زنان و کودکان را به اسیری گرفتند. میرزا سلمان جابری اصفهانی و قزلباشان چون به شروان رسیدند، به علت اختلافات گوناگون، تفرقه و دشمنی که در میان امرای قزلباش وجود داشت، کاری از پیش نبردند و به تبریز بازگشتند.

## فتح بادکوبه
عثمان‌پاشا اوزدمر اوغلی سردار عثمانی با استفاده از شرایط به وجود آموده، قلعه بادکوبه را تصرف کرد و از دست ایران خارج نمود.

## قحطی
به سبب صدمات و خسارات فراوانی که از لشکرکشی‌های پیاپی به آبادی‌ها، مزارع و کشاورزان آذربایجان رسیده بود، در آن سال قحطی سختی در سراسر آن ولایات نظیر قره‌باغ و سرزمین‌های غرب دریای خزر و قسمتی از عراق بروز کرد که مرگ و میر زیادی را به بار آورد.

## پس‌گیری دوباره شروان
سلطان مراد سوم سلطان عثمانی چون در سال ۹۸۷ قمری (۱۵۷۹ میلادی) خبر یافت که سرزمین شروان بار دیگر به دست سپاهیان قزلباش افتاده و عثمان پاشا به قلعه دربند (دمور قاپا) گریخته و عادل‌گرای خان تاتار گرفتار گشته است، مصطفی پاشا (لله پاشا) را از فرماندهی سپاه عثمانی معزول ساخت و سنان پاشا از سرداران عثمانی را به جای وی منصوب کرد. پس از آن نیز از طرف حکومت صفوی، پیکرخان زیاد اوغلی قاجار به حکومت آنجا منصوب شد.